# チャールズ・クリストファーソン

チャールズ・アンドリー・クリストファーソン(英語：Charles Andrew Christopherson, 1871年7月23日 - 1951年11月2日)は、アメリカ合衆国の政治家、弁護士。所属政党は共和党。宗教は会衆派教会。サウスダコタ州下院議長を務め、1919年から1933年まで7期14年間にわたって連邦下院議員を務めた。

## 経歴・人物
クリストファーソンは、ミネソタ州フィルモア郡アマーストで生まれた。父クヌート・C・クリストファーソンは14歳の時に故郷ノルウェーからアメリカに渡ってきたノルウェー系アメリカ人であり、母のジュリア（旧姓：ネルソン）もノルウェー出身である。クリストファーソンは、サウスダコタ州スーフォールズに移り、同地の商業学校と師範学校に通った。卒業後は法律事務所で働きながら法律を学び、1893年に弁護士資格を取得した。1897年11月30日にはアイオワ州シーダーフォールズ出身のアビー・M・デヨエ（1871 - 1952）と結婚し、2人の子供をもうけている。
弁護士資格取得後は、スーフォールズのジョー・カービー法律事務所で働き、地元サウスダコタ州の問題に積極的に取り組んだ。1908年から1918年までスーフォールズ教育委員会の委員を務め、1911年から1915年までは同委員会委員長を務めていたほか、1912年にはユニオン・セービング・アソシエーションの理事長を務めた。さらに1912年にサウスダコタ州下院議員に選出され、1915年には州下院議長も務めた。クリストファーソンは1918年連邦下院議員選挙に出馬し、当選。7期連続で再選されたが、1932年選挙で民主党のフレッド・ヒルデブラントに敗れた。1934年にも下院議員選挙に出馬したが、昼でブラントに再び破れて落選した。その後、クリストファーソンはスーフォールズに戻って弁護士としての活動を再開させ、1951年に亡くなった。サウスダコタ州ミネハハ郡のウッドローン墓地に埋葬された。